# Pedicularis glabra
Pedicularis glabra är en snyltrotsväxtart som beskrevs av Mcvaugh och Mellichamp. Pedicularis glabra ingår i släktet spiror, och familjen snyltrotsväxter. Inga underarter finns listade i Catalogue of Life.